# Franklin Institute

Logo

The Franklin Institute, benannt nach dem Wissenschaftler und Staatsmann Benjamin Franklin, ist ein Science Center und Technik-Museum in Philadelphia im US-Bundesstaat Pennsylvania. Es wurde am 5. Februar 1824 von Samuel Vaughn Merrick und William H. Keating gegründet und zählt zu den ältesten wissenschaftlichen Institutionen in den USA.

## Geschichte

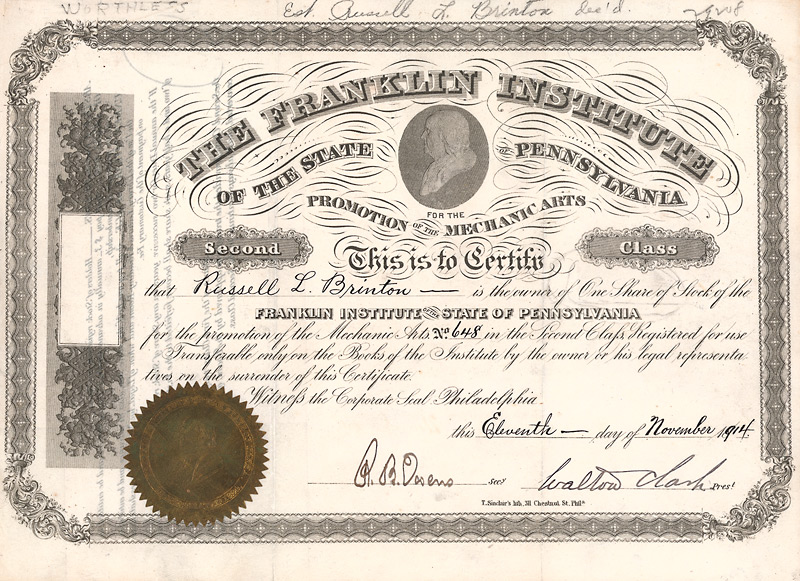
Aktie des Franklin Institute of the State of Pennsylvania vom 11. November 1914

Ursprünglich war das Museum in einem Gebäude in 15 South 7th Street beherbergt. 1834 gründete man in Kooperation mit der American Philosophical Society unter Leitung von James Pollard Espy ein Komitee für Meteorologie, das ein Netz von Stationen zur Wetterbeobachtung aufbaute. Im September 1884 wurde die erste Elektrotechnische Ausstellung in den USA in der South 7th Street durchgeführt. Nikola Tesla hielt im Jahr 1893 seine Vorträge über drahtlose Energieübertragung. Im Jahr 1934 übersiedelte die Einrichtung an den heutigen Standort an den Benjamin Franklin Parkway und im gleichen Jahr demonstrierte Philo Taylor Farnsworth am Franklin Institute das erste rein elektronisch arbeitende Fernsehsystem.

## Permanente Ausstellungen
Im Museum sind unter anderem folgende permanenten Ausstellungen untergebracht:
- Electricity and Technology, welche 2010 die Ausstellung Franklin...He's Electric ersetzte, und zeigt Arbeiten zur Elektrotechnik und von Benjamin Franklin.[3]
- The Franklin Airshow umfasst Sammlungen von den Brüdern Wright mit historischen Fliegern wie die Model B Flyer, ein Lockheed T-33 Trainingsflugzeug der U.S. Air Force aus 1948 und eine Boeing 707 in Originalgröße.
- Das Joel N. Bloom Observatory verfügt über fünf Teleskope, unter anderem ein Fernrohr von Zeiss mit 24 cm Öffnungsweite. Das Observatorium wurde 2006 renoviert.
- The Train Factory widmet sich historischen Eisenbahnzügen und Lokomotiven wie der Baldwin 60000.
- Space Command mit dem Thema Raumfahrt.

## Vergabe von Auszeichnungen

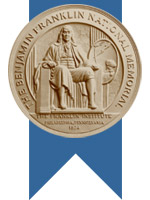
Benjamin Franklin Medal

Seit 1824 vergibt das Franklin Institute verschiedene Auszeichnungen für herausragende technisch-wissenschaftliche Leistungen, wobei sich die Bezeichnungen im Laufe der Jahre änderten. Wesentliche Auszeichnungen waren ab 1875 die Elliott Cresson Medal, die Howard N. Potts Medal, welche ab 1911 vergeben wurde, die Franklin Medal ab 1915, die John Price Wetherill Medal und ab 1924 die Louis E. Levy Medal für Autoren herausragender Aufsätze im Journal of the Franklin Institute. Ab 1968 wurde die Albert A. Michelson Medal in Physik verliehen.
Ab 1998 wurden alle diese verschiedenen Auszeichnungen unter der Bezeichnung Benjamin Franklin Medal zusammengefasst, welche pro Jahr in mehreren verschiedenen Disziplinen wie Elektrotechnik, Maschinenbau, Physik und Biologie vergeben wird, vor 1998 auch in den Materialwissenschaften. Bekannte historische Preisträger waren unter anderem Henry Ford, Nikola Tesla, Marie Curie, und Thomas Alva Edison.
Die jüngsten Preise des Franklin Institute sind der Bower Award for Business Leadership und der mit 250.000 US-Dollar dotierte Bower Award and Prize for Achievement in Science. Beide Preise gehen auf die Stiftung des Chemie-Industriellen Henry Bower zurück und werden seit 1990 vergeben.

## Publikationen
Im Jahr 1826 wurde das Journal of The Franklin Institute (ISSN 0016-0032) ins Leben gerufen, um Patentinformationen zu veröffentlichen und wissenschaftliche und technische Errungenschaften zu dokumentieren. Es ist eine der ältesten Fachzeitschriften der Vereinigten Staaten und befasst sich heutzutage vor allem mit Ingenieurwissenschaft und angewandter Mathematik.